# E. Roger Mitchell
E. Roger Mitchell (Miami, 18 febbraio 1971) è un attore statunitense.

## Biografia
Ha avuto diversi ruoli importanti, tra cui Chaff in Hunger Games: Catching Fire, in One Tree Hill, Paul on the Walking Dead e nella serie televisiva drammatica della polizia Shield . Interpreta Carlton Pettiway in The Quad. Interpreta il ruolo del sergente Morris in American Woman.
Mitchell è di Miami, in Florida. Si è laureato nel 1993 alla Claflin University in South Carolina con una laurea in inglese. Mitchell ha successivamente studiato all'Alliance Theatre Professional Stage come attore e successivamente ha conseguito un Master in Belle Arti presso il campus della City University di New York nel 1999.

## Filmografia

### Cinema
- Raney, regia di Alan James Gay (1997)
- How I Spent My Summer Vacation, regia di John Fisher (1997)
- La leggenda di Bagger Vance (The Legend of Bagger Vance), regia di Robert Redford (2000)
- Losing Grace, regia di Michael Valverde (2001)
- Kings County, regia di Patrice Johnson (2003)
- S.W.A.T. - Squadra speciale anticrimine (S.W.A.T.), regia di Clark Johnson (2003)
- Amori e Sparatorie (Diary of a Mad Black Woman), regia di Darren Grant (2005)
- The Last Adam, regia di Edford Banuel Jr. (2006)
- The Devil's Diamond, regia di Alfred Robbins (2006)
- Last Sunset, regia di Michael Valverde (2006)
- Daddy's Little Girls, regia di Tyler Perry (2007)
- NY's Dirty Laundry, regia di Patrice Johnson (2007)
- Open Road - La strada per ricominciare (The Open Road), regia di Michael Meredith (2009)
- Blood Done Sign My Name, regia di Jeb Stuart (2010)
- La città verrà distrutta all'alba (The Crazies), regia di Breck Eisner (2010)
- World Invasion, regia di Jonathan Liebesman (2011)
- Battle. regia di Laron Austin (2011)
- Contagion, regia di Steven Soderbergh (2011)
- Flight, regia di Robert Zemeckis (2012)
- The Spectacular Now, regia di James Ponsoldt (2013)
- The Last Exorcism - Liberaci dal male (The Last Exorcism Part II), regia di Ed Gass-Donnelly (2013)
- Hunger Games: La ragazza di fuoco (The Hunger Games: Catching Fire), regia di Francis Lawrence (2013)
- Anchorman 2 - Fotti la notizia (Anchorman 2: The Legend Continues), regia di Adam McKay (2013)
- Need for Speed, regia di Scott Waugh (2014)
- Comeback Dad, regia di Russ Parr (2014)
- The Equalizer - Il vendicatore (The Equalizer), regia di Antoine Fuqua (2014)
- La regola del gioco (Kill the Messenger), regia di Michael Cuesta (2014)
- Selma - La strada per la libertà (Selma), regia di Ava DuVernay (2014)
- Captive, regia di Jerry Jameson (2015)
- Piccoli brividi (Goosebumps), regia di Rob Letterman (2015)
- Blackhats, regia di Laron Austin (2015)
- Curveball, regia di Brandon Thaxton (2015)
- La quinta onda (The 5th Wave), regia di J Blakeson (2016)
- Codice 999 (Triple 9), regia di John Hillcoat (2016)
- Cell, regia di Tod Williams (2016)
- Definitely Divorcing, regia di Russ Parr (2016)
- Eternity Hill, regia di Alex Feldman e Marc Jozefowicz (2016)
- Sully, regia di Clint Eastwood (2016)
- Love by Chance, regia di Samad Davis (2017)
- 2016, regia di Gary Anthony Sturgis (2017)
- All Eyez on Me, regia di Benny Boom (2017)
- Barry Seal - Una storia americana (American Made), regia di Doug Liman (2017)
- American Woman, regia di Jake Scott (2018)
- Full Count, regia di Robert Eagar (2019)
- Second Samuel, regia di J Wayne Patterson Jr. (2020)
- Favorite Son, regia di Robin Givens (2021)
- Black Phone, regia di Scott Derrickson (2021)
- A Jazzman's Blues, regia di Tyler Perry (2022)

### Televisione
- Mama Flora's Family - serie TV, 2 episodi (1998)
- Boycott - film TV, regia di Clark Johnson (2001)
- The Shield - serie TV, 2 episodi (2002-2006)
- Codice Matrix - serie TV, episodio 1x08 (2003)
- NCIS - Unità anticrimine (NCIS) - serie TV, episodio 1x08 (2003)
- One Tree Hill - serie TV, 3 episodi (2004-2012)
- Franklin D. Roosevelt. Un uomo, un presidente (Warm Springs) - film TV, regia di Joseph Sargent (2005)
- Surface - Mistero dagli abissi (Surface) - serie TV, episodio 1x04 (2005)
- House of Payne - serie TV, episodio 2x04 (2007)
- Past Life - serie TV, episodio 1x05 (2010)
- Coma - miniserie TV, episodio 1x02 (2012)
- Nashville - serie TV, episodio 1x03 (2012)
- The Walking Dead - serie TV, 2 episodi (2013)
- Drop Dead Diva - serie TV, episodio 5x10 (2013)
- Line of Sight - film TV, regia di Jonathan Demme (2014)
- Devious Maids - Panni sporchi a Beverly Hills (Devious Maids) - serie TV, 5 episodi (2014-2015)
- The Originals - serie TV, episodio 1x21 (2014)
- The Rickey Smiley Show - serie TV, episodio 3x11 (2014)
- Survivor's Remorse - serie TV, episodio 1x21 (2014)
- Being Mary Jane - serie TV, episodio 2x02 (2015)
- On Ten - serie TV, 2 episodi (2015-2022)
- Powers - serie TV, episodio 1x03 (2015)
- Complications - serie TV, episodio 1x10 (2015)
- Born Again Virgin - serie TV, episodio 2x05 (2016)
- Saints & Sinners - serie TV, episodio 1x07 (2016)
- Containment - serie TV, episodio 1x13 (2016)
- The Quad - serie TV, 16 episodi (2017-2018)
- Outer Banks - serie TV, 18 episodi (2020-2024)
- The Oval - serie TV, 10 episodi (2020-2021)
- Terror Lake Drive - miniserie TV, 4 episodi (2020)
- Swagger - serie TV, episodio 1x03 (2021)

## Doppiatori italiani
Nelle versioni in italiano dei suoi lavori, E. Roger Mitchell è stato doppiato da:
- Roberto Fidecaro in The Equalizer - Il vendicatore, Barry Seal - Una storia americana, Outer Banks, Insidious - La porta rossa
- Roberto Draghetti in The Shield (ep. 1x05), Flight, The Last Exorcism - Liberaci dal male
- Giuliano Bonetto in Franklin D. Roosevelt. Un uomo, un presidente, Warm Springs
- Mario Bombardieri ne La leggenda di Bagger Vance
- Fabrizio Russotto in The Shield (ep. 5x09)
- Alessandro Ballico ne La regola del gioco
- Paolo Marchese in Codice 999
- Maurizio Di Girolamo in American Woman
- Dario Oppido in Black Phone